# Tadeusz Rudawski
Tadeusz Rudawski (ur. 1901, zm. 1963) – inżynier, absolwent Politechniki Lwowskiej, utalentowany konstruktor, w latach 1934–1939 kierował działem motocyklowym Biura Studiów w Państwowych Zakładów Inżynierii w Warszawie.
Motocykle skonstruowane pod jego kierunkiem: Sokoły M211, M311 i M411 zawierały szereg oryginalnych rozwiązań, m.in. konstrukcja skrzyni biegów modeli czterosuwowych oraz nowatorska konstrukcja dwusuwowego silnika modelu M411 – wprowadzonego do produkcji tuż przed wybuchem wojny.
Tadeusz Rudawski brał także czynny udział w sporcie motocyklowym oraz według niektórych źródeł osobiście uczestniczył wraz z Tadeuszem Heryngiem, Józefem Jakubowskim i Józefem Dochą w niezwykle spektakularnym „zdobyciu” w sierpniu 1939 szczytu Kasprowego Wierchu na dwóch motocyklach Sokół 600 i Sokole 200.